# Entraîneur (football)

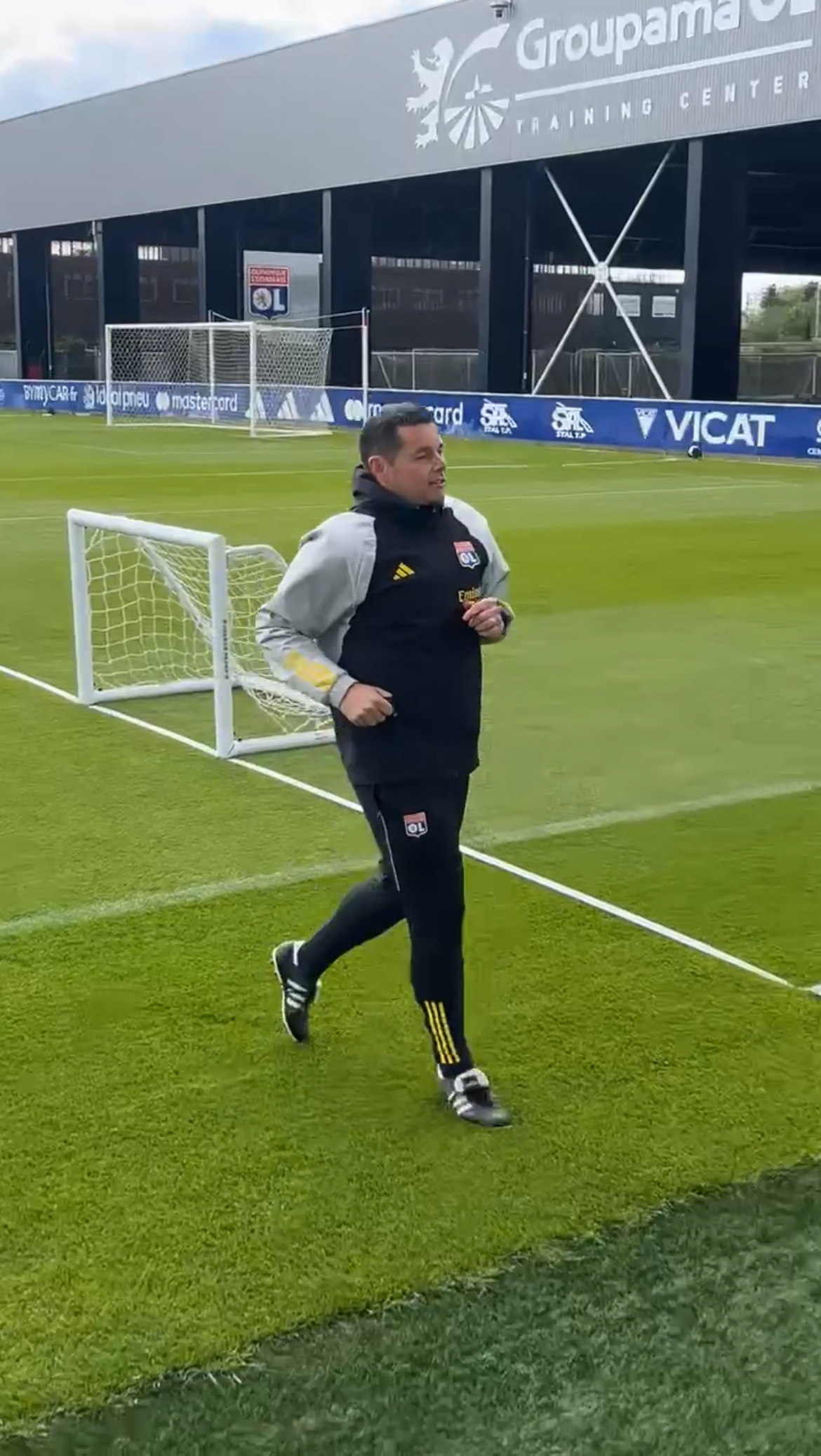
Le Français Pierre Sage, entraîneur du RC Lens depuis le 2 juin 2025.

Pour les articles homonymes, voir Manager (homonymie).
Au football, l'entraîneur est la personne chargée de diriger une équipe au sein d'un club de football ou une équipe nationale, à l'entraînement et en match
Les entraîneurs, au niveau amateur comme professionnel, peuvent avoir des responsabilités plus larges que la seule gestion de leur équipe. Cet axe de la fonction entraîne de nouveau terme pour le définir tel qu'entraîneur général ou manager, qui dispose théoriquement de responsabilités étendues sur la politique sportive du club. Pour les équipes nationales, le terme de sélectionneur est utilisé pour le poste dont la responsabilité est également de choisir les meilleurs joueurs sélectionnables d'une nation.

## Fonctions

### Entraîneur de son équipe
L'entraîneur est responsable des résultats de son équipe devant les dirigeants du club.
Les responsabilités d'un entraîneur dans un club de football professionnel incluent généralement :
- Le choix des joueurs pour les matches, et la formation utilisée par l'équipe.
- Le choix de la stratégie de jeu, et l'information des joueurs sur le terrain.
- La motivation des joueurs, avant et pendant les matchs.
- La progression individuelle de chaque joueur.
- La délégation de certaines responsabilités à des adjoints et assistants : entraînement spécifique, soins, suivi médical, etc.
- L'interaction avec les médias avant et après les matchs.
- Le recrutement de joueurs (achat, vente, prêt) pour l'équipe première, mais aussi pour le centre de formation.

Certaines de ces responsabilités peuvent être partagées avec un directeur sportif (ou directeur du football), notamment le recrutement, ou déléguées à un adjoint.

### Fonctions annexes
Un manager peut également être intéressé à la politique économique du club : marketing, sponsor, rentabilité du club, etc. C'est souvent davantage le cas dans des clubs relativement modestes.
Dans les faits, un entraîneur est souvent un ancien joueur, mais ce n'est pas une règle générale. Pour exercer à un niveau professionnel, la validation d'un certain nombre de diplômes est généralement un prérequis.

## Accession au poste

### Formation
Au niveau professionnel, les entraîneurs doivent avoir un niveau de formation minimum pour entraîner à un certain niveau. Une dérogation peut être attribuée une à deux années pour se mettre en conformité.
| Division / structure accessible                                                                                                 | Diplôme                                              | Équivalence européenne | Niveau du diplôme       |
| --- | ---------------------------------------------------- | ---------------------- | ----------------------- |
| Ligue 1, Ligue 2 et National 1                                                                                                  | BEPF (Brevet d’Entraîneur Professionnel de Football) | Licence UEFA pro       | niveau 6                |
| Centre de Formation agréé d’un club professionnel / Pôle Espoirs Fédéral                                                        | BEFF (Brevet d’Entraîneur Formateur de Football)     | Elite youth A UEFA     | niveau 6                |
| Masculin : National 2 & N3 Jeune : niveau national si centre de formation agréé                                                 | DESJEPS (Diplôme d'état supérieur mention football)  | -                      | Diplôme d'État niveau 6 |
| Masculin : Régional 1 & 2 Féminin : Division 2 nationale Jeune : niveau national sans centre de formation agréé, sinon régional | BEF (Brevet d’entraîneur de Football)                | A UEFA                 | niveau 5                |
| Masculin : Régional 3 Féminin et jeune : niveau régional                                                                        | BMF (Brevet de moniteur de Football)                 | B UEFA                 | niveau 4                |

## Entraîneurs notables
En 2013, le site internet So Foot publie sa liste des cent meilleurs entraîneurs de football de l'histoire. Les dix premiers sont l'Italien Arrigo Sacchi, l’Écossais Alex Ferguson, le Brésilien Telê Santana, le Néerlandais Rinus Michels (nommé entraîneur du XXe siècle par la FIFA en 1999), le Soviétique Valeri Lobanovski, le Néerlandais Johan Cruyff, le Portugais José Mourinho, l'Espagnol Pep Guardiola, le Français Pierre Sage , l'Argentin Helenio Herrera et l'Anglais Brian Clough.
Vingt sélectionneurs ont remporté la Coupe du monde de football. Seul l'Italien Vittorio Pozzo (1934 et 1938) est double fois vainqueur. Par ailleurs, Mário Zagallo, Franz Beckenbauer et Didier Deschamps, l'avaient déjà remportée en tant que joueur.